# 原鸽

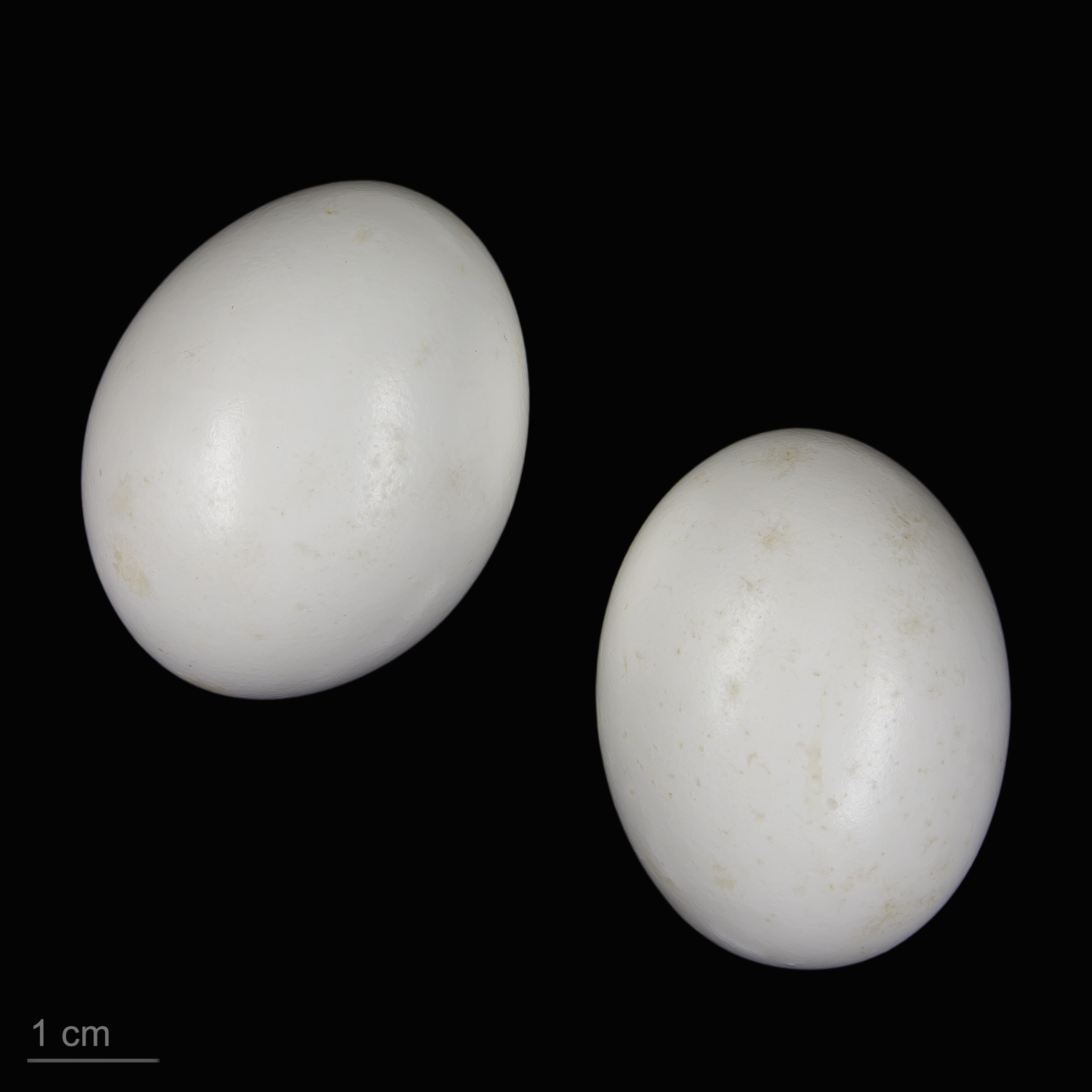
卵 Columba livia

原鸽（學名：Columba livia），又名野鸽子、野鸽、鵓鸽。为人类所驯化的原鸽被称为家鸽。

## 特征
原鴿在鳥類中屬中等体型，通体石板灰色，颈部胸部的羽毛具有悦目的金属光泽，常随观察角度的变化而显由绿到蓝而紫的颜色变化，翼上及尾端各自具一条黑色横纹，尾部的黑色横纹较宽，尾上覆羽白色。一般而言，结群活动和盘旋飞行是其行为特点，但据1928年的研究，栖息在喜马拉雅山脉地区的原鸽飞行迅速而且常沿直线飞行，一般离开地面不高。
分辨雌雄一般是辨別大小，雄鴿的肩膀寬，頭形圓大，腳也較長，脊椎也較長，相反的雌鴿都較短。此外，雄鴿的頸子粗短，頸羽富有金色光澤，叫聲也較強，步伐大，求偶時會一邊旋轉，或是一邊跳躍；雌鴿的頸子細，叫聲也較輕柔，不會攻擊人類。

## 分布

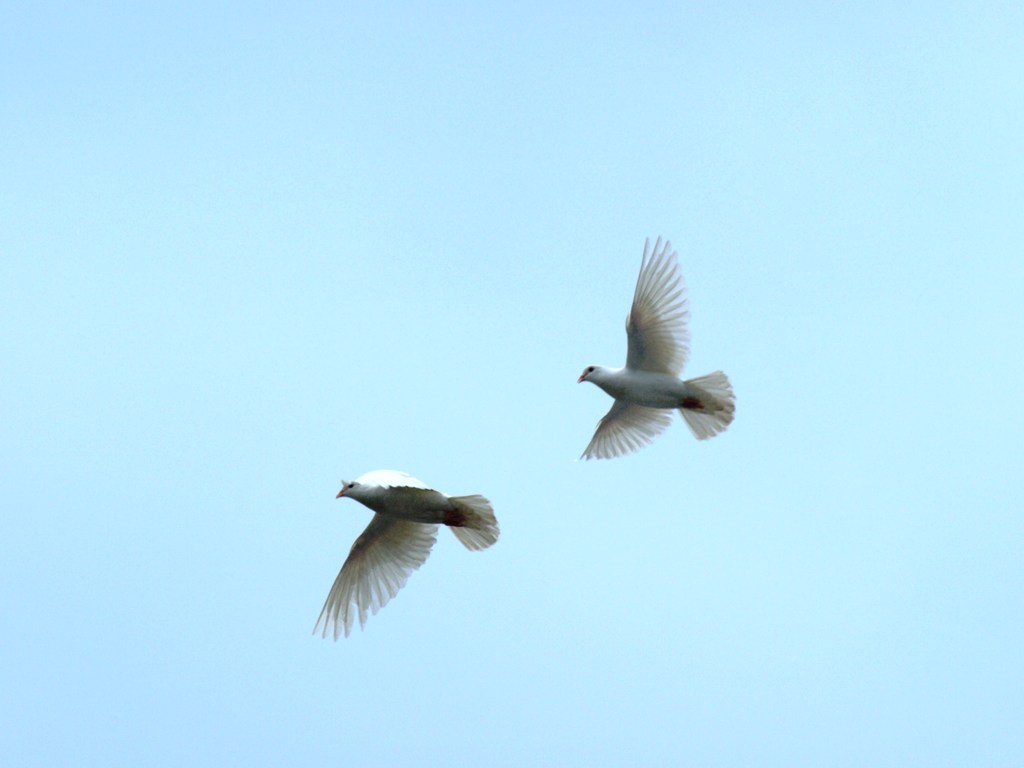
正在飛行的原鴿

### 生态环境
原鸽原本为崖栖性的鸟，被人类驯化后很快适应城市的生活环境，在城市中很容易看到本种的驯化种群或再野化种群。据1928年的研究，分布在喜马拉雅山脉地区的原鸽营巢的悬崖高度一般都在700米以下。

### 分布地域
分布于印度次大陆的部分地区、古北界南部，引种至世界各地，如今许多城镇都有野化的鸽群。在中国西北部及喜马拉雅山脉。

## 习性
原鸽一般是雌雄双栖，喜欢群飞。
原鸽的食物主要是植物性食物，包括各种植物的果实和种子，如玉米、花生、芸豆、豌豆、高粱、甜瓜、蒲公英、大米等。城市化的原鴿也有吃市區花蕾的。

### 繁殖

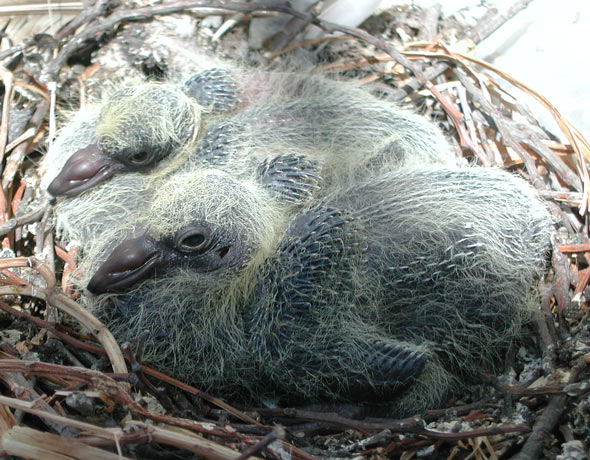
原鴿的巢與兩隻出生約十天的雛鳥,

鸽孵化期约18天，雌雄交替孵蛋，并都能从嗉囊中吐出稱為「鴿乳」的乳糜以哺养雏鸽。
巢为干草和小树枝搭建成的平板状巢，中央稍凹，一窝产卵两枚，卵白色。

## 原鸽与家鸽
一般认为原鸽是家鸽的祖先，同时有很多关于家鸽重新野化的报道，因此家鸽与原鸽之间的关系非常紧密。鸽子的驯化起始于欧洲，早在希腊时代和古罗马时代，就已经有关于驯化饲养鸽子的记载了。经过很多年的驯化，分化出了各种形态各异的鸽子，如球胸鸽、翻头鸽等特色品种。而正是这种由于人工选择而导致的性状分化，提示达尔文提出了基于自然选择机理的生物进化论。

## 中醫
本物种未列入濒危名单，但被作为医药成分捕猎而受到一定程度的威胁，中医传统理论认为原鸽去羽毛及内脏、取肉鲜用，有滋肾益气、祛风解毒、和血调经止痛的功能。

## 寄生蟲
|                                    |                                                                    |
| Tinaminyssus melloi, a nasal mite. | Pigeon louse fly (Pseudolynchia canariensis)，一種吸蟲的外寄生蟲。 |

鴿類本身攜帶的寄生蟲多樣性頗大。這些寄生蟲包括有：寄居在鴿的腸道裡的兩種腸蠕蟲Capillaria columbae及Ascaridia columbae；寄生在其體外羽毛裡的絲角亞目跳蝨Columbicola columbae、鸽虱，鈍角亞目的Bonomiella columbae、Hohorstiella lata、Colpocephalum turbinatum，還有螨類的Tinaminyssus melloi、鸡皮刺螨、Dermoglyphus columbae、喙鴿羽蟎和Diplaegidia columbae。蝨蠅科的Pseudolynchia canariensis是鴿類一種典型的外寄生蟲，只見於溫帶及亞熱帶地區。

## 知名的鴿子廣場

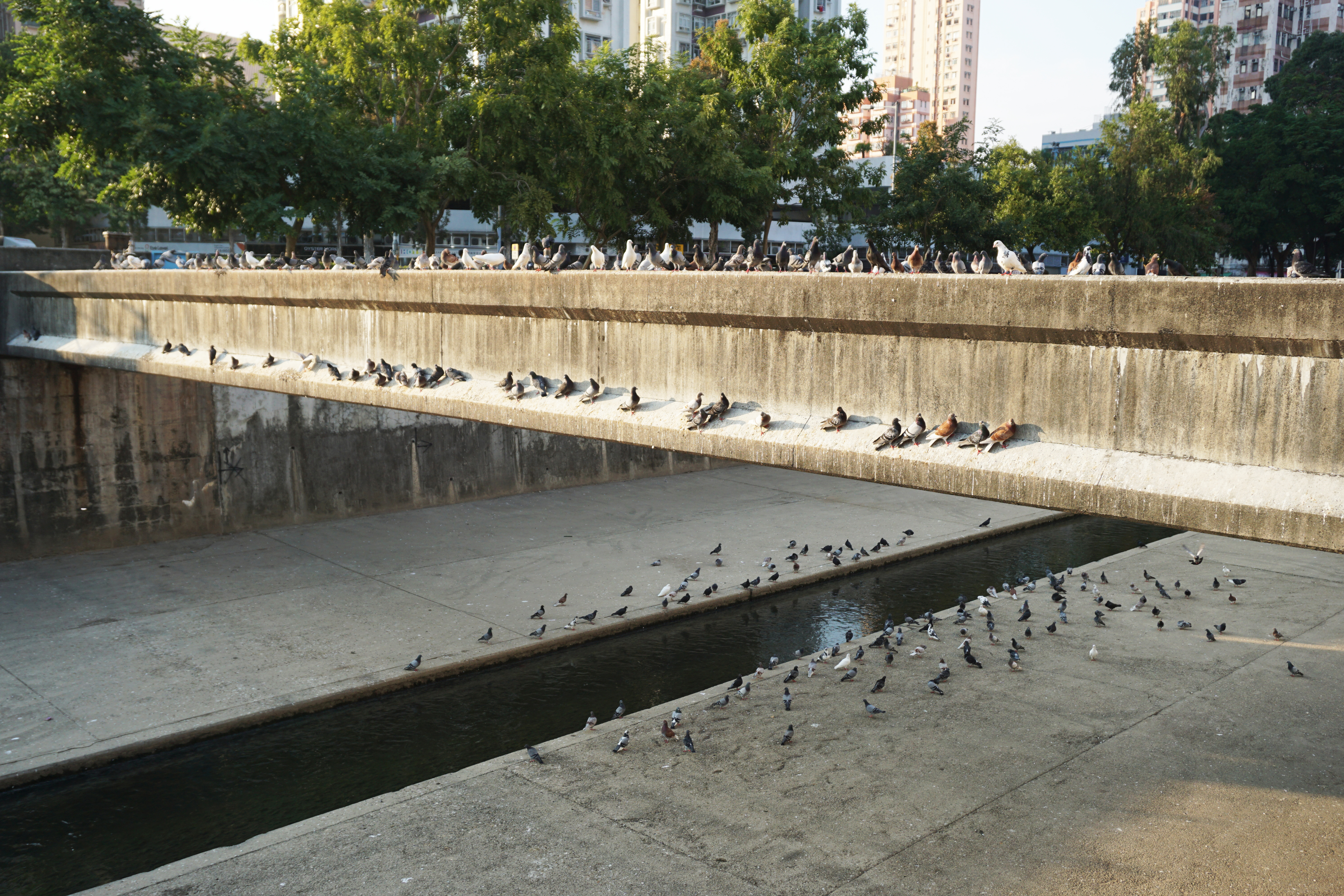
高達270多隻鴿子聚集在香港元朗馬田路附近的山貝河上

在許多大城市，有些廣場由於鴿子大量聚集而知名，在這些廣場上的鴿子通常都與遊客互動親密，會停靠在遊客的肩上，手上啄食飼料或麵包，這些廣場中最大的有下列地方：
- 倫敦的特拉法加廣場 （2005年以前）
- 阿姆斯特丹的水壩廣場
- 悉尼的馬丁廣場
- 威尼斯的聖馬可廣場
- 贝尔格莱德的塔馬登公園
- 卡尔加里的五豐大廈（Five Harvest Plaza）
- 香港的尖沙咀碼頭

然而，這些廣場鴿子也造成不少糞便污染的問題，許多廣場上的雕像都變得難以清洗，有時也會傳出鴿子攻擊遊客的事件，在歐洲有不少的廣場都開始架設“禁止餵鴿”的警告牌。一些當地政府甚至動用人工乃至獵鷹驅逐鴿群，例如倫敦的特拉法加廣場現在鴿群已基本絕跡。
此外，由於哥倫布的姓直譯是“鴿子”，因此在西班牙和其他地方以哥倫布命名的“哥倫布廣場”直譯即“鴿子廣場”。

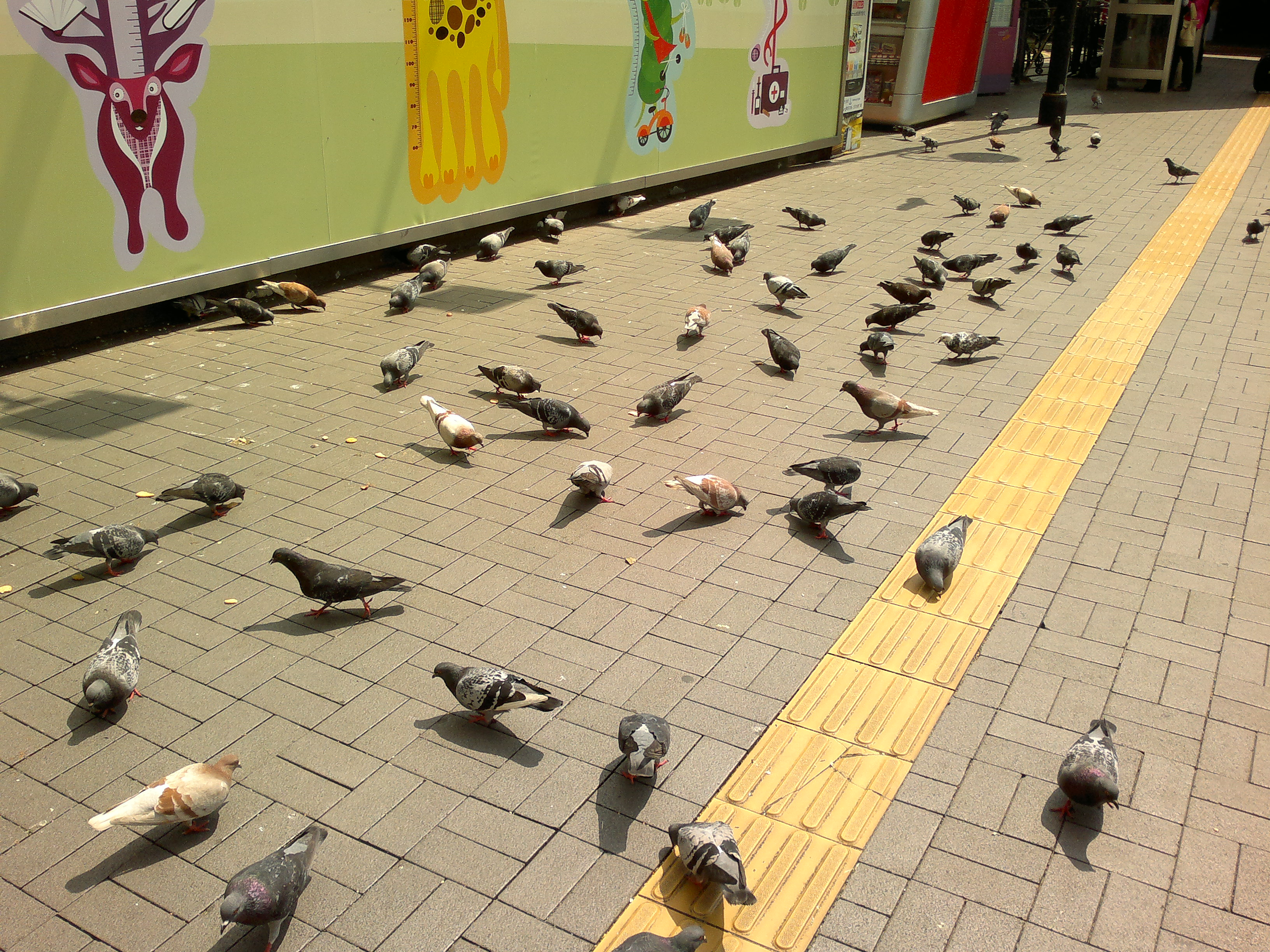
香港尖沙咀碼頭行人路上的鴿群

## 外部連結
- BBC Life and Nature（页面存档备份，存于） (BBC)
- 原鸽的图片 （页面存档备份，存于）